# Lindsaea hewittii
Lindsaea hewittii är en ormbunkeart som beskrevs av Edwin Bingham Copeland. Lindsaea hewittii ingår i släktet Lindsaea och familjen Lindsaeaceae. Inga underarter finns listade.